# Anthony Buzzard
Sir Anthony F. Buzzard, född den 28 juni 1935 i Surrey, England och utbildad vid Oxford University och senare vid Bethany Theological Seminary i Chicago, är en lärare och författare, grundare av den unitariska reformationsrörelsen The Restoration Fellowship. Buzzard har masterexamen i teologi och moderna språk och har arbetat i 24 år på Atlanta Bible College i USA. Han är gift och har tre döttrar.
Buzzard skriver, lär ut och reser samt publicerar artiklar på Restoration Fellowships webbplats. Han är även medredaktör för tidskriften A Journal from the Radical Reformation: A Testimony to Biblical Unitarianism. År 2007 medverkade han i den teologiska dokumentärfilmen The Human Jesus, producerad av The Restoration Fellowship och filmad av Mark Dockery.
Buzzard är en kritiker av idén om Satan som allegori.

## Böcker, i urval
- 1988: Coming Kingdom of the Messiah: The Solution to the Riddle of the New Testament (författad med Charles Hunting) ISBN 9780945517009
- 1998: The Doctrine of the Trinity: Christianity's Self-Inflicted Wound, ISBN 9781573093095
- 1999: Our Fathers Who Aren't in Heaven: The Forgotten Christianity of Jesus, the Jew, ISBN 9780967324913
- 2005: The Law, the Sabbath and New Covenant Christianity: Christian Freedom Under the Teaching of Jesus, ISBN 0967324947
- 2006: The Amazing Aims and Claims of Jesus: What You Didn't Learn in Church, ISBN 0967324963
- 2007: Jesus Was Not a Trinitarian: A Call to Return to the Creed of Jesus, ISBN 0967324971